# Mallinella selecta
Mallinella selecta är en spindelart som först beskrevs av Pietro Pavesi 1895.  Mallinella selecta ingår i släktet Mallinella och familjen Zodariidae.
Artens utbredningsområde är Etiopien. Inga underarter finns listade i Catalogue of Life.